# Bobby Lennox
Robert Lennox, MBE (Saltcoats, Ayrshire, 30 d'agost de 1943) fou un futbolista escocès de la dècada de 1960.
Fou internacional amb la selecció d'Escòcia i amb la selecció de la lliga escocesa. Pel que fa a clubs, defensà els colors de Celtic FC durant la major part de la seva carrera. Amb el Celtic formà part de l'equip dels Lleons de Lisboa que guanyà la Copa d'Europa el 1967.
Va jugar com a titular la final de la Copa d'Europa de 1967, que el Celtic va guanyar contra l'Inter de Milà per 2 a 1 a l'Estádio Nacional de Lisboa.